# Arin Berd
Arin-Berd (en arménien : Արին բերդ) est la citadelle des Aryens située sur une colline au sud-est de la périphérie d'Erevan en Arménie. Des traces d'une ancienne colonie d'Erebouni y ont été découvertes.
L'attention est attirée sur Arin-Berd en 1894, lorsqu'un scientifique russe, Alekseï Ivanovski, obtient d'un habitant des lieux une pierre gravée de caractères cunéiformes en langue d'Urartu. Le résident local affirmait l'avoir trouvé en 1879 sur la colline d'Arin-Berd. Le dessin et la traduction approximative sont rapidement publiés par Mikhaïl Nikolski. Les inscriptions sur la pierre indiquent qu'à l'endroit de leur découverte, le roi d'Urartu Argishti Ier avait construit une grange d'un très grand volume. 
Mais ce n'est qu'en 1950 que des fouilles sont entreprises sur la colline. Celles-ci permettent de mettre au jour l'ancienne ville d'Urartu Erebouni, construite en 782 av. J.-C. par Argishti Ier. La ville servait à sécuriser les Urartéens de la plaine de l'Ararat. Les fouilles ont permis d'obtenir de précieux résultats sur l'histoire d'Urartu. 
L'étymologie exacte de la colline, qui signifie forteresse du sang, reste inconnue et le nom n'est associable à aucun événement tragique dans l'histoire d'Urartu. Il est possible que le nom de forteresse se réfère à Erebouni, tandis que le nom sang ou rouge soit apparu au cours des siècles qui ont suivi durant lesquels la colline s'est couverte de plantes de pavots rouges et sauvages.